# آبشار اسلیک راگ
آبشار اسلیک راگ (به انگلیسی: Slick Rock Falls) آبشاری است که در کشور ایالات متحده آمریکا واقع شده‌است و بلندترین ریزشگاه آن ۹ متر ارتفاع دارد. حوضهٔ آبریز این آبشار، رود میلس است.